# Hanane Aït El Haj
Hanane Aït El Haj (arabisch حنان أيت الحاج, DMG Ḥanān Ait al-Ḥāǧǧ; * 2. November 1994 in Agadir) ist eine marokkanische Fußballspielerin.

## Karriere

### Klub
Bis zur Saison 2019/20 spielte sie für FAR Rabat und wechselte danach nach Spanien, wo sie sich Saragossa CFF anschloss. Im Februar 2021 kehrte sie aber wieder in ihr Heimatland zu ihrem ehemaligen Klub zurück.

### Nationalmannschaft
Mit der A-Nationalmannschaft von Marokko nahm sie am Afrika-Cup 2022 teil und stand hier in allen Partien in der Startelf. Am Ende verlor man das Finale gegen Südafrika. Durch die Halbfinalteilnahme gelang für die Ausgabe im Jahr 2023 aber erstmals die Qualifikation für eine Weltmeisterschaft.